# 普拉瓦河
普拉瓦河是俄羅斯的河流，位於圖拉州內，屬於烏帕河的右支流，河道全長101公里，其中60英里河道道適合進行划艇和獨木舟，河畔城鎮有普拉夫斯克。